# وشم ابروروشن
وشم ابروروشن (نام علمی: Crypturellus transfasciatus) نام یک گونه از سرده دمچه‌پنهان‌ها است.